# ريوخا (المرية)
بلدية ريوخا (بالإسبانية: Rioja)‏, هي بلدية تقع في مقاطعة المرية. جنوب شرق إسبانيا. يبلغ عدد سكانها 1.329 نسمة.

## وصلات خارجية
- (بالإسبانية)